# Amtshaus Edlitz

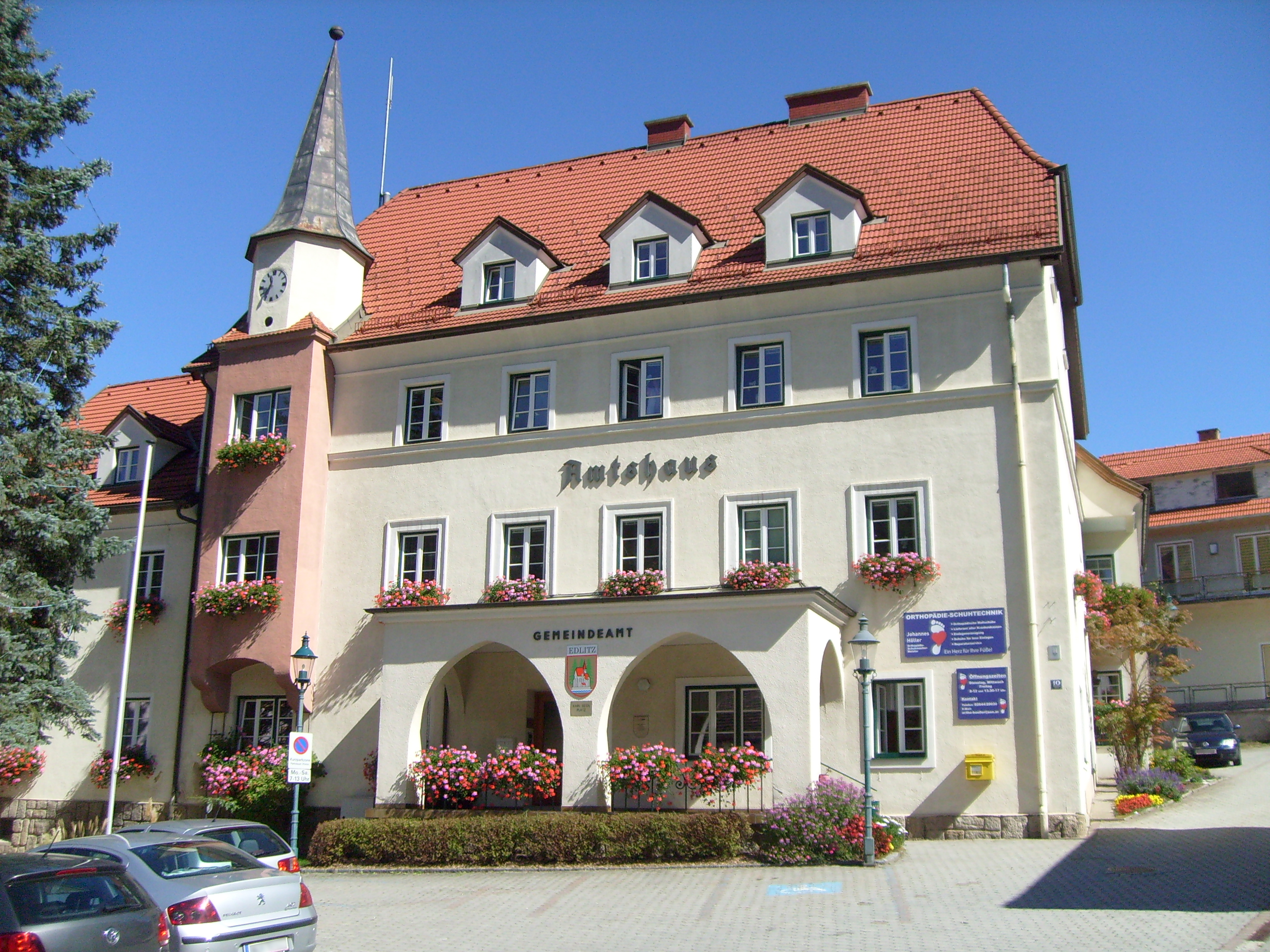
Amtshaus in Edlitz

Das Amtshaus Edlitz steht am Markt Nr. 10 in der Marktgemeinde Edlitz im Bezirk Neunkirchen in Niederösterreich. Das Amtshaus steht unter Denkmalschutz (Listeneintrag).

## Geschichte
Das Amtshaus wurde 1926/1927 nach den Plänen der Architekten Max Theuer und Erwin Böck erbaut. Das Gebäude wird als Gemeindeamt genutzt.

## Architektur
Das freistehende dreigeschoßige Gebäude unter einem Schopfwalmdach trägt an der Hauptfront über einem einachsigen Flacherker auf Konsolen einen polygonalen Turmaufsatz.